# Vitalij Zacharčenko
Vitalij Jurijovyč Zacharčenko (ukrajinsky Віталій Юрійович Захарченко; * 20. ledna 1963 Kosťantynivka) je bývalý ukrajinský politik. V letech 2011–2014 byl ministrem vnitra Ukrajiny. Dne 21. února 2014 byl ukrajinským parlamentem z funkce ministra suspendován krátce poté, co podepsal dekret povolující použití ostré munice proti demonstrantům.

## Politická kariéra
Zacharčenko svou profesní kariéru začal v roce 1981 u policie v Doněcké oblasti. V letech 2008–2010 zastával různé vedoucí funkce ve Státní daňové správě v Poltavské oblasti. V listopadu roku 2011 jej prezident Janukovič jmenoval ministrem vnitra, kde nahradil Anatolije Mohyljova, který byl jmenován novým premiérem Krymu.
Zacharčenko v únoru 2014 nařídil policii, aby za použití střelných zbraní vyklidila demonstranty v Kyjevě, což vedlo ke smrti řady protestujících. Jako ministr vnitra byl celkově odpovědný za činnost ukrajinských donucovacích orgánů, které v rámci vládní politiky potlačování protestního hnutí na Majdanu opakovaně používaly násilí, včetně případů mučení a zabíjení demonstrantů. Ukrajinský parlament dne 21. února 2014 rozhodl o okamžitém pozastavení výkonu funkce Zacharčenka jako ministra vnitra. Od roku 2014 po něm pátrá ukrajinská civilní rozvědka a je pod sankcemi evropských zemí. Před ukrajinskou justicí se ukrývá v Ruské federaci. Od roku 2015 je zaměstnancem ruské státní korporace Rostec.